# Julius Tafel
 Julius Tafel (Courrendlin, 2 de Junho de 1862 — Munique, 2 de Setembro de 1918) foi um químico e metalurgista de origem suíça. Professor na Universidade de Munique, notabilizou-se no campo da electroquímica.

## Biografia
Depois de se formar em Química na Universidade de Munique, iniciou a sua carreira como assistente de Hermann Emil Fischer trabalhando em química orgânica. Mudou depois para o campo da electroquímica trabalhando com Wilhelm Ostwald.
Para além de ter sido co-descobridor da amálgama de sódio, descobriu o processo de electrossíntese conhecido por reacção de Tafel e a equação de Tafel.
Tafel suicidou-se em Munique no ano de 1918.